# 34304 Alainagarza
34304 Alainagarza este o planetă minoră (asteroid) din centura de asteroizi. A fost descoperită pe 31 august 2000 la Experimental Test Site⁠(d) de Lincoln Near-Earth Asteroid Research. 
Obiectul prezintă o orbită caracterizată de o semiaxă mare de 2,7923842 UAi, o excentricitate de 0,07, o înclinație de 5,33315 ° în raport cu ecliptica.